# Festival de la Canción de Eurovisión: La historia de Fire Saga
Festival de la Canción de Eurovisión: la historia de Fire Saga (cuyo título original es Eurovision Song Contest: The Story of Fire Saga) es una película de comedia musical de 2020 dirigida por David Dobkin y escrita por Will Ferrell y Harper Steele. La película cuenta la vida de los cantantes islandeses Lars Erickssong y Sigrit Ericksdóttir (Ferrell y Rachel McAdams respectivamente) cuando tienen una posibilidad de representar a su país en el Festival de la Canción de Eurovisión. También aparecen en la película Pierce Brosnan, Dan Stevens y Demi Lovato.
El filme estaba inicialmente planificado para estrenarse en mayo de 2020 y así coincidir con el Eurovisión de ese año pero el concurso fue cancelado debido a la pandemia por enfermedad de coronavirus, por lo que fue lanzada hasta el 26 de junio a través de Netflix. Recibió críticas mixtas.

## Sinopsis
En la pequeña ciudad de Húsavík, Islandia, Lars Erickssong y su mejor amiga Sigrit hacen música juntos como grupo bajo el nombre de Fire Saga. Lars tiene un sueño: ganar el Festival de la Canción de Eurovisión. El grupo se presenta a una audición y queda seleccionado para participar en el Söngvakeppni Sjónvarpsins, programa que se encarga de la preselección islandesa para el concurso. Sigrit, quién cree en la vieja tradición islandesa de los elfos, acude a ellos para pedir ayuda en el concurso y lograr ganar. Lars finalmente aceptará los sentimientos románticos que siente hacia ella.
Debido a unas dificultades técnicas, la actuación en la preselección de Fire Saga es un desastre, y la talentosa Katiana Lindsdóttir (interpretada por Demi Lovato) gana y es seleccionada como la representante nacional. Lars decide no asistir a la fiesta que se realizaría esa noche en un barco para todos los concursantes, ya que no está contento gracias al fracaso y se toma un tiempo para reflexionar en un muelle cercano; en ese momento Sigrit intenta consolarlo. El barco donde se presentaba la fiesta de repente explota frente a ellos, matando a todo el mundo que se encontraba a bordo incluyendo a Katiana. Fire Saga, como los únicos contendientes vivos, automáticamente se convierten en los representantes de Islandia para el concurso.
Lars y Sigrit llegan en Edimburgo, Escocia, donde se celebrará Eurovision. Una vez allí, batallan con un nuevo remix de su canción y el deseo de Lars de rediseñar el escenario ya elaborado. Conocen a Alexander Lemtov, un cantante ruso que es el favorito para ganar el concurso. Este los invita a una fiesta en su casa, a la que asisten varios exconcursantes reales de Eurovisión, donde él presenta a Lars y Sigrit a la concursante griega Mita Xenakis. Alexander y Sigrit pasan la noche juntos, al igual que Lars y Mita (pero ninguna de las dos parejas tiene sexo). Esto crea tensiones entre los Fire Saga, y casi rompe sus planes para la semifinal. Lars escucha a Sigrit trabajando en una nueva canción para él en su habitación del hotel y asume erróneamente que es una canción de amor para Alexander. El fantasma de Katiana se le aparece a Lars y le advierte que su vida está en peligro; él la ignora.
Fire Saga se reconcilia antes de las semifinales. La actuación de su canción «Double Trouble» inicialmente va muy bien, pero se tuerce por un accidente con la bufanda que viste Sigrit al quedar atorada en una estructura metálica en forma de rueda de hámster. Pese a esto logran acabar la canción, pero se siente un silencio estrepitoso y después una risa esparcida. Dejando a Fire Saga como el hazmerreír, Lars sale corriendo, dejando atrás a Sigrit angustiada. Para su sorpresa, Islandia llega hasta la final con un gran número de votos.
Lars regresa a Húsavík, Islandia, inconsciente de la buena puntuación que recibió la actuación ya que salió deprisa. Habla con su padre, Erick, y le confiesa su amor hacia Sigrit, Erick le dice que debe volver y luchar por el amor de ella. En su viaje a Reykjavík buscando un vuelo para volver al concurso, Victor Karlosson (gobernador del Banco Central de Islandia, y uno de los miembros del equipo organizativo islandés para el concurso) intenta asesinar a Lars y revela que él voló el barco dónde los concursantes estaban de fiesta; esto lo hizo  porque Islandia estaba en bancarrota y no podía permitirse el lujo de albergar todo un magno concurso de Eurovisión el año siguiente si Fire Saga ganaba. Afortunadamente, los elfos en los cuales cree Sigrit, salvan a Lars matando a Victor.
Lars llega justo a tiempo para actuar, después de toparse con algunos turistas americanos que lo acercan en auto al lugar del concurso. En lugar de la actuación que ya tenían preparada, Lars anima Sigrit a cantar la canción que había escrito para él, «Húsavik». Mirando desde casa, sus amigos y familiares se emocionan al descubrir que la canción es una oda a su ciudad y que presenta letras en islandés y un final impresionante. Erik mira el concurso con orgullo al lado de Helka, la madre de Sigrit. Alexander, que termina revelándose como gay, lamenta el hecho de que su país no acepte la homosexualidad y considera la posibilidad de mudarse a Grecia con Mita. Fire Saga es descalificado por cambiar la canción durante el concurso, pero ambos Lars y Sigrit pierden interés en ganar la competición, dándose cuenta de que su relación es más importante. Finalmente comparten un beso.
Fire Saga regresa a casa, donde son recibidos como héroes. Algún tiempo después, Lars y Sigrit tuvieron un bebé y Erick y Helka se van a casar, y Fire Saga actuará en su boda. La banda ofrece tocar la canción que interpretaron en Eurovisión, pero todos quieren escuchar sólo la canción popular favorita de la localidad, «Ja Ja Ding Dong».

## Reparto
| - Will Ferrell como Lars Erickssong, un hombre de mediana edad con aspiraciones de ganar el Festival de Eurovisión. - Rachel McAdams como Sigrit Ericksdóttir, compañera de banda de Lars y su mejor amiga desde hace mucho tiempo, que desea una relación romántica con él. - Molly Sandén, canta todas las canciones de Sigrit Ericksdóttir, acreditada como My Marianne. - Dan Stevens como Alexander Lemtov, un cantante extravagante que representa a Rusia. - Melissanthi Mahut como Mita Xenakis, contendiente representante de Grecia. - Mikael Persbrandt como Victor Karlosson, gobernador del Banco Central de Islandia, que no quiere que Islandia gane el concurso. - Ólafur Darri Ólafsson como Neils Brongus, presidente de RÚV, un servicio de radiodifusión pública nacional de Islandia. - Graham Norton como él mismo, un comentarista de Eurovisión. - Demi Lovato como Katiana Lindsdóttir, ganadora del Söngvakeppni Sjónvarpsins que después muere en accidente marítimo. - Pierce Brosnan como Erick Erickssong, el padre viudo de Lars que siempre lo desaprueba. | - Joi Johannsson como Jorn, un miembro del comité islandés de Eurovisión. - Björn Hlynur Haraldsson como Arnar, un policía enamorado de Sigrit. - Jamie Demetriou como Kevin Swain, jefe del equipo creativo de Islandia. - Jon Kortajarena como Corin Vladvitch, el conductor de Eurovisión. - Elina Alminas como Sasha More, la conductora de Eurovisión. - Alfrun Rose como Anna, un miembro del comité islandés de Eurovisión. - Elin Petersdóttir como Helka, madre de Sigrit. - Christopher Jeffers como Johnny John John, un rapero representante de Suecia. - Rebecca Harrod como Brittny, una de los turistas estadounidenses. - Josh Zaré como Bill, uno de los turistas estadounidenses. - Bobby Lockwood como Jeff, uno de los turistas estadounidenses. - Eleanor Williams como Jenn, una de los turistas estadounidenses. - Jóhannes Haukur Jóhannesson como Johans, uno de los policías de Húsavík. - Natasia Demetriou como Nina, una miembro del equipo del concurso. - William Lee Adams como él mismo, un comentarista de Eurovisión. |

Apariciones especiales
Varios contendientes de anteriores concursos de Eurovision hicieron cameos en la película:
- John Lundvik – representante de Suecia en 2019
- Anna Odobescu – representante de Moldavia en 2019
- Bilal Hassani –  representante de Francia en 2019
- Loreen – ganadora de Suecia en 2012 y 2023
- Jessy Matador – representante de Francia en 2010
- Alexander Rybak – ganador de Noruega en 2009  y representante en 2018
- Jamala – ganadora de Ucrania en 2016
- Elina Nechayeva – representante de Estonia en 2018
- Conchita Wurst – ganadora de Austria en 2014
- Netta – ganadora de Israel en 2018

Otras apariciones especiales también son
- Salvador Sobral – ganador de Portugal en 2017, como un artista callejero tocando el piano en Escocia.
- Molly Sandén – representante de Suecia en 2006 Junior, cuya voz se armonizó con la voz de Rachel McAdams para crear la voz del personaje Sigrit Ericksdóttir.
- Petra Nielsen – contendiente en Melodifestivalen en 2004, cuya voz fue armonizada con la voz de Melissanthi Mahut para crear la voz del personaje Mita Xenakis.
- Erik Mjönes – cuya voz se armonizó con la voz de Dan Stevens para crear la voz del personaje Alexander Lemtov.

## Producción
Will Ferrell fue introducido en el universo Eurovisión en 1999 por su esposa sueca, la actriz Viveca Paulin. Suecia ganó ese año con la canción «Take Me to Your Heaven», que Ferrell menciona como una razón por la que se enamoró del concurso.
En mayo de 2018, como preparación para la película, Ferrell asistió a la final de Eurovisión 2018 en Lisboa, Portugal, para estudiar posibles personajes y escenarios para la película. También habló tras bastidores con algunos concursantes. El 18 de junio de 2018, se anunció que Ferrell protagonizaría, coescribiría y produciría una película inspirada en el Festival. La película sería distribuida por Netflix
En marzo de 2019, David Dobkin firmó para dirigir la película. En mayo de 2019, Rachel McAdams se unió al reparto. McAdams y Ferrell fueron vistos en los ensayos de vestimenta de Eurovisión 2019 en Tel Aviv, Israel, del cual fue reconstruido un escenario sonoro en Londres para las escenas del concurso, mientras que las tomas de placa se hicieron en vivo con audiencia real en Tel Aviv. En agosto de 2019, Pierce Brosnan, Dan Stevens y Demi Lovato, entre otros, se unieron al reparto, comenzando a filmar en Edimburgo y Glasgow, Escocia, y en Islandia. Ferrell fue fotografiado filmando escenas tanto en el SSE Hydro como en el aeropuerto de Glasgow, en Abbotsinch, en octubre de 2019. La filmación también tuvo lugar en Leavesden Studios en Inglaterra, lo que la convierte en la segunda película de Netflix en grabar aquí desde Mowgli: Legend of the Jungle.
Los actores ponen acento islandés para la película. Se entrenaron con entrenadores de dialéctica y McAdams estudió videos de la cantante islandesa Björk. Tabitha and Napoleon D'umo (conocidos por So You Think You Can Dance) supervisaron la coreografía.
Los costos de producción en Islandia eran $3.6 millones, aparte de que el gobierno islandés pagó cerca de un millón de dólares como parte de los incentivos de producción por rodar la película en el país. Knebworth House fue utilizada para las tomas exteriores de la casa británica de Alexander Lemtov en la película.